# 锡尔万莱穆兰
锡尔万莱穆兰（法語：Sylvains-Lès-Moulins，法語發音：[silvɛ̃ lɛ mulɛ̃]）是法国厄尔省的一个市镇，属于埃夫勒区。该市镇于2016年由原锡尔万莱穆兰与市镇维拉莱合并而成。

## 地理
锡尔万莱穆兰（48°55'11"N, 1°5'26"E）面积23.88 平方千米，位于法国诺曼底大区厄尔省，该省份为法国北部内陆省份，北起滨海塞纳省，西接奧恩省和卡爾瓦多斯省，南至厄尔-卢瓦省，东临瓦兹省、瓦兹河谷省和伊夫林省。
锡尔万莱穆兰的时区为UTC+01:00、UTC+02:00（夏令时）。

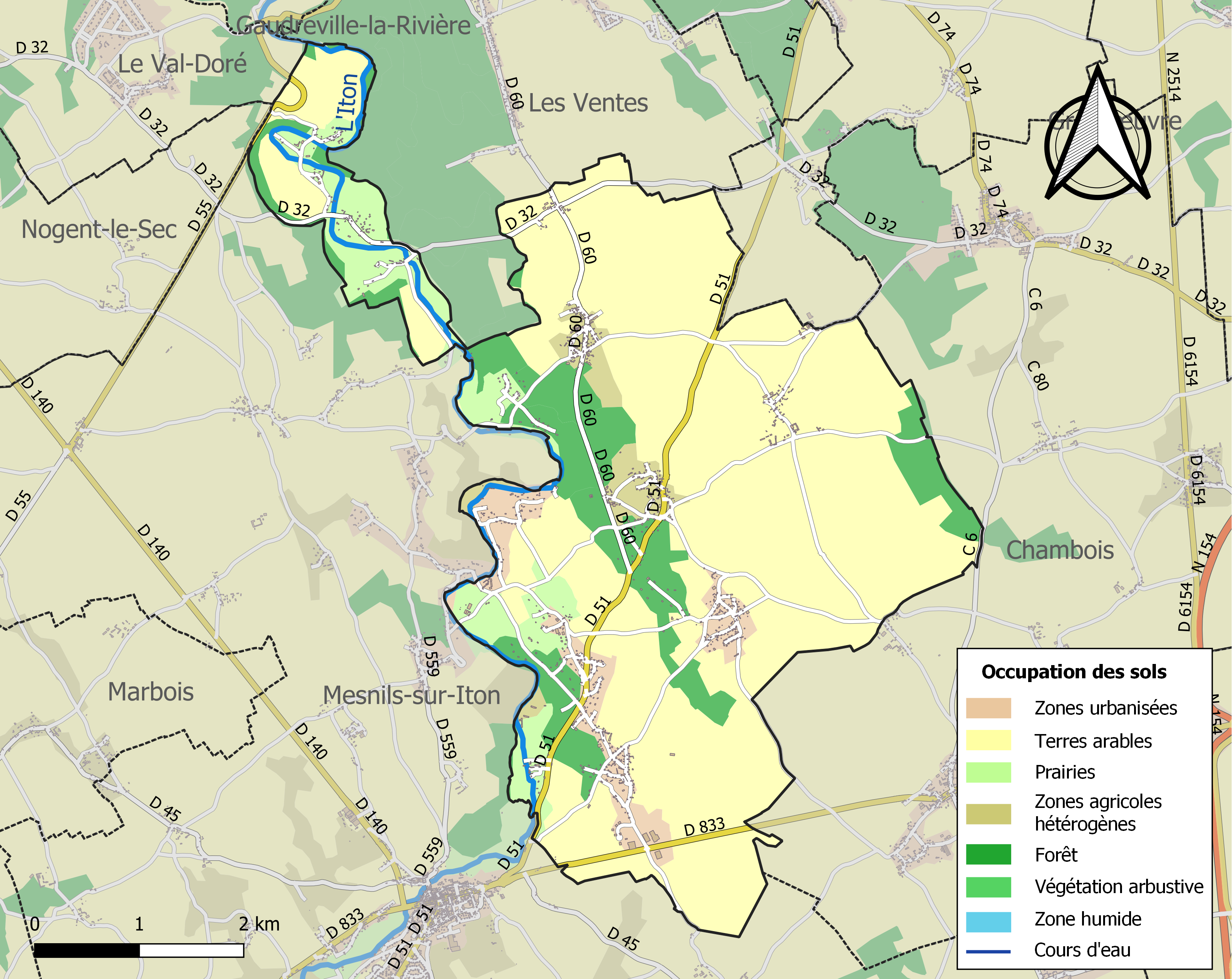
锡尔万莱穆兰的OSM定位图

## 行政
锡尔万莱穆兰的邮政编码为27240，INSEE市镇编码为27693。

## 政治
锡尔万莱穆兰所属的省级选区为阿夫尔河和伊通河畔韦尔讷伊县。

## 人口

1962-2008年间锡尔万莱穆兰人口变化图示

锡尔万莱穆兰于2022年1月1日时的人口数量为1280人。